# Lietuvos Taurė 1993-1994
La Lietuvos Taurė 1993-1994 è stata la 5ª edizione del torneo, iniziata il 19 agosto del 1993 e terminata il 12 giugno 1994. 
Il trofeo è stato vinto per la seconda volta consecutiva dallo Žalgiris, dopo aver battuto battuto in finale l'Ekranas col punteggio di 4-2.

## Sedicesimi di finale
| Squadra 1                    | Totale      | Squadra 2              | Andata | Ritorno |
| ---------------------------- | ----------- | ---------------------- | ------ | ------- |
| Andas-Polonija Vilnius       | 2 – 1       | Neris Vilnius          | 1 – 1  | 1 – 0   |
| Vilkaviškis                  | 0 – 4       | Snaigė Alytus          | 0 – 4  | n.d.    |
| Vytis Kaunas                 | 0 – 4       | Inkaras Kaunas         | 0 – 2  | 0 – 2   |
| Žėrutis Radviliškis          | 0 – 9       | Geležinis Vilkas       | 0 – 3  | 0 – 6   |
| Aidas Panevėžys              | 0 – 2       | Sirijus Klaipėda       | 0 – 2  | n.d.    |
| Robotas Plungė               | 0 – 3       | Tauras-Karšuva Tauragė | 0 – 1  | 0 – 2   |
| Banga Gargždai               | 0 – 3       | Banga Kaunas           | 0 – 0  | 0 – 3   |
| Mūša Ukmergė                 | 6 – 0       | Minija Kretinga        | 4 – 0  | 2 – 0   |
| Venta Daugėliai              | 0 – 20      | ROMAR Mažeikiai        | 0 – 8  | 0 – 12  |
| Liepsnelė Vilnius            | 3 – 5       | Mastis Telsiai         | 3 – 5  | n.d.    |
| Salantas Salantai            | 1 – 11      | Panerys Vilnius        | 0 – 5  | 1 – 6   |
| Utenis Utena                 | 2 – 5       | Aras Klaipėda          | 2 – 5  | n.d.    |
| Interas                      | 3 – 3 (gfc) | Azotas Jonava          | 3 – 1  | 0 – 2   |
| Chemikas Kėdainiai           | 2 – 2 (gfc) | Sakalas Šiauliai       | 1 – 0  | 1 – 2   |
| Cementininkas Naujoji Akmenė | 1 – 7       | Ekranas                | 0 – 2  | 1 – 5   |
| Tauras Šiauliai              | 1 – 12      | Žalgiris               | 0 – 7  | 1 – 5   |

## Ottavi di finale
| Squadra 1              | Totale      | Squadra 2              | Andata | Ritorno |
| ---------------------- | ----------- | ---------------------- | ------ | ------- |
| Ekranas                | 8 – 0       | Sirijus Klaipėda       | 5 – 0  | 3 – 0   |
| Žalgiris               | 17 – 1      | Mastis Telsiai         | 10 – 0 | 7 – 1   |
| Aras Klaipėda          | 3 – 1       | Inkaras Kaunas         | 2 – 0  | 1 – 1   |
| Azotas Jonava          | 1 – 3       | Panerys Vilnius        | 0 – 0  | 1 – 3   |
| Andas-Polonija Vilnius | 0 – 7       | Banga Kaunas           | 0 – 3  | 0 – 4   |
| Mūša Ukmergė           | 1 – 1 (gfc) | Geležinis Vilkas       | 1 – 1  | 0 – 0   |
| ROMAR Mažeikiai        | 3 – 1       | Tauras-Karšuva Tauragė | 2 – 0  | 1 – 1   |
| Snaigė Alytus          | 3 – 5       | Chemikas Kėdainiai     | 1 – 2  | 2 – 3   |

## Quarti di finale
| Squadra 1          | Totale | Squadra 2       | Andata | Ritorno |
| ------------------ | ------ | --------------- | ------ | ------- |
| Geležinis Vilkas   | 1 – 9  | Panerys Vilnius | 0 – 7  | 1 – 2   |
| Chemikas Kėdainiai | 1 – 7  | Žalgiris        | 0 – 2  | 1 – 5   |
| Aras Klaipėda      | 0 – 3  | Ekranas         | 0 – 0  | 0 – 3   |
| Banga Kaunas       | 0 – 5  | ROMAR Mažeikiai | 0 – 1  | 0 – 4   |

## Semifinali
| Squadra 1       | Totale | Squadra 2 | Andata | Ritorno         |
| --------------- | ------ | --------- | ------ | --------------- |
| ROMAR Mažeikiai | 1 – 1  | Žalgiris  | 1 – 0  | 0 – 1 (3-4 dtr) |
| Panerys Vilnius | 1 – 2  | Ekranas   | 0 – 1  | 1 – 1           |

## Finale
| Arbitro: | Slyva (Kaunas) |

|                                                    |           |                 |
| Maciulevičius 33’, 68’, 89’ Preikšaitis 54’ (rig.) | Marcatori | 68’, 88’ Šlekys |